# 아이템풀에듀
아이템풀에듀(Itempooledu)는 대한민국의 학습지 회사이며, 본사는 서울특별시 성동구 아차산로17길 57 (성수동)에 있다.

## 연혁
- 1960년 3월 - 어린이 학습지 《일일공부》로 출발.
- 1973년 6월 - 출판 등록.
- 1975년 1월 - 소년교육신문사로 상호 변경.
- 1978년 1월 - 학력출판사로 상호 변경.
- 1986년 11월 - 아이템풀 시험정보은행으로 상호 변경.
- 1992년 1월 - 자회사 아이템풀미디어에서는 '살아 있는 국어 교육', '술술 풀리는 수학교육', '하버드 영어' 등을 발행.
- 1997년 10월 - 아이템풀로 법인 전환.
- 2011년 9월 - 일일공부에 음원 활동이 가능한 21c 일일공부를 출시.
- 2012년 3월 - 퍼니버스 개편 발행.
- 2014년 8월 - 학습교재 사업부문인 아이템풀에듀에서 운영.